# Johannes VII. Grammatikos

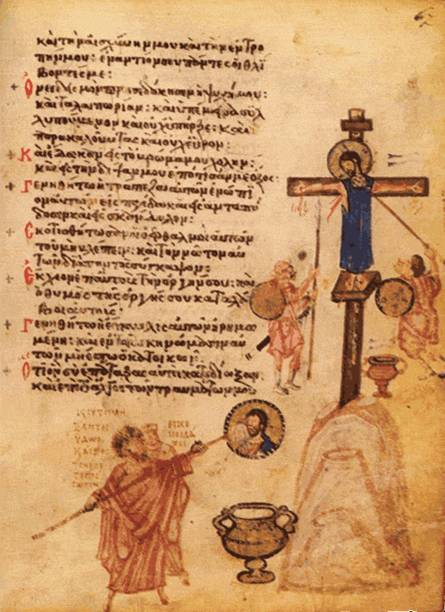
Patriarch Johannes VII. Grammatikos löscht ein Christus-Bild mit einem Schwamm aus. Im Hintergrund die Kreuzigung Jesu Christi. (Chludow-Psalter, folio 67^{r})

Johannes VII. Grammatikos oder Grammaticus (* 780; † vor 867, griechisch Ιωάννης Ζ ΄ Γραμματικός, Iōannēs VII. Grammatikos) war Patriarch von Konstantinopel vom 21. Januar 837 bis zum 4. März 843.
Johannes stammte aus einer aristokratischen Familie wahrscheinlich armenischen Ursprungs. Sein Vater war Pankaratios Morocharzanios und sein Bruder Arsaber heiratete eine Schwester der Kaiserin Theodora II. Johannes Schwester war die Mutter des späteren Patriarchen Photios. 811, zu Beginn seiner klerikalen Karriere, betätigte sich Johannes als Ikonenmaler; er war Ἀναγνώστης (Anagnōstēs) im Kloster der Hodēgoi und ein Schüler des Theodor Studites. 814 wurde Johannes Ikonoklast und Kaiser Leo V. beauftragte ihn, Dokumente zur Unterstützung dieser theologischen Position vorzubereiten, die mit dazu dienen sollten, auf der Synode von 815 den Ikonoklasmus wieder einzuführen. Johannes wurde für seine Mühen belohnt, indem er zum Abt des prestigeträchtigen Sergios- und Bakchos-Klosters ernannt wurde, wo widerspenstige Ikonodulen umerzogen wurden.
Johannes war bekannt für seinen Lerneifer (daher der Beiname Grammatikos), und für seine überzeugende Rhetorik in den endlosen theologischen Debatten, die die zweite Phase des Byzantinischen Bilderstreits begleiteten. Johannes wurde während der Herrschaft Michaels II. mit der Erziehung dessen Sohnes, des späteren Kaisers Theophilos betraut. Er war in der Folgezeit dafür verantwortlich, dass sein Schüler starke Sympathien für den Ikonoklasmus entwickelte. Nach dem Regierungsantritt Kaiser Theophilos im Jahre 829, wurde Johannes synkellos (Assistent des Patriarchen), eine Position, die ihn zum Kandidaten für das Amt des Patriarchen machte. 830 wurde Johannes mit einer Botschaft an den Hof des Kalifen Al-Ma'mun, entsandt, konnte jedoch den Ausbruch heftiger Konflikte zwischen dem Byzantinischen Reich und den Abbasiden nicht verhindern. Er brachte jedoch von seiner Reise einen Plan des Palastes der Abbasiden in Bagdad mit, der seinen Kaiser beeindruckte und überwachte den Bau eines ähnlichen Palastes in Bithynien.
Johannes VII. Grammatikos wurde von seinem Schüler Theophilos 837 zum Patriarchen ernannt und ist wahrscheinlich für die weitere Verschärfung der Verfolgung der Ikonodulen verantwortlich. 843 wurde er auf Anraten des Eunuchen Theoktistos von Theophilos’ Witwe Theodora (seiner eigenen Verwandten) abgesetzt. Damit leitete sie einen Kurswechsel in der Kirchenpolitik ein, der auf einer Synode im März 843 zur offiziellen Wiederherstellung der Bilderverehrung führte. Zu Beginn der 860er Jahre war der abgesetzte Patriarch noch am Leben.